# Trachusa pubescens
Trachusa pubescens là một loài Hymenoptera trong họ Megachilidae. Loài này được Morawitz mô tả khoa học năm 1872.